# ペトロ・カナダ
ペトロ・カナダ（Petro-Canada）は、カナダの石油、ガス関連企業。本社はアルバータ州カルガリーのペトロ・カナダ・センター。2008年現在、カナダで売り上げ規模で11位の企業。2009年8月に同じくカナダのエネルギー企業サンコー・エナジー（Suncor Energy Inc.）との合併をした。合併後はサンコーを社名とし、上流事業（石油生産・精製）をサンコー・エナジー名で行ない、下流事業（ガソリン小売）で「ペトロ・カナダ」ブランドを使用している。

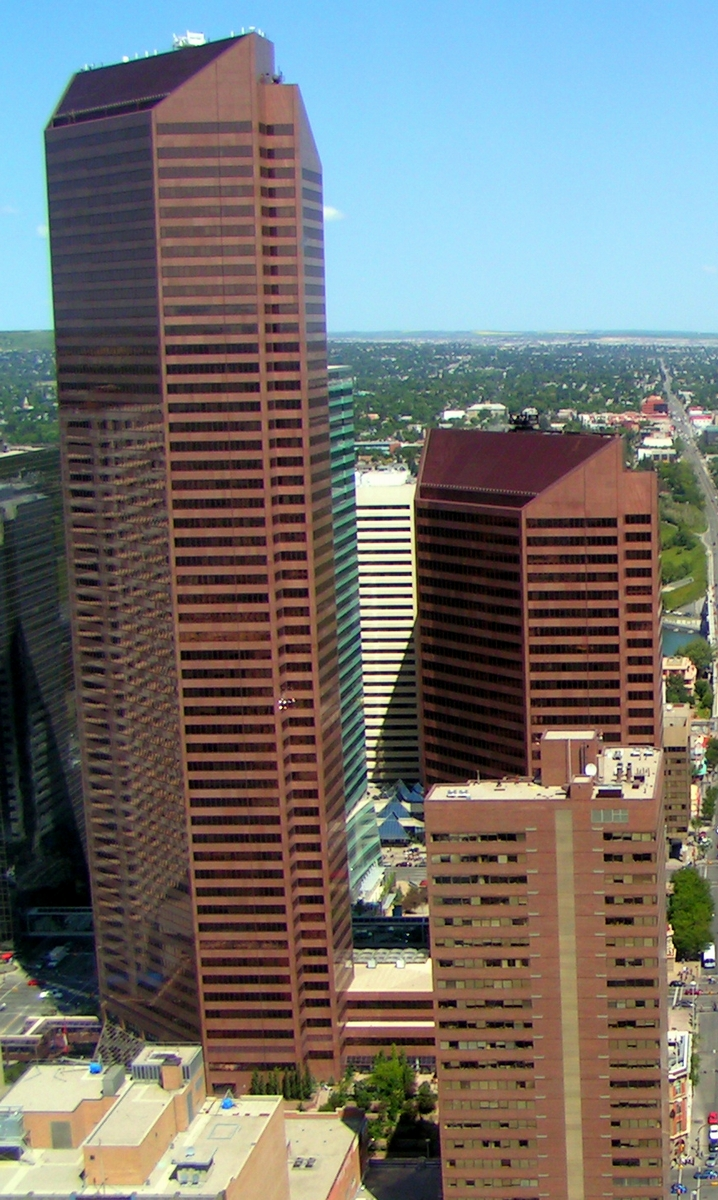
カルガリーのペトロ・カナダ・センター

## 沿革
1973年の第四次中東戦争による石油ショックの際、アルバータ州の石油産業がアメリカ企業に牛耳られていることを危惧し、対米依存主義脱却を目指す自由党のトルドー政権と野党新民主党の一部が、石油産業における公営企業の創設する法案を可決。
1975年に国営企業として創業された。当時、人口のほとんどがアメリカ系石油企業に何らかの形で関連していたカルガリーでは、この国営企業創設には敵対的な雰囲気があった。カナダ進歩保守党は創業に反対であり、分割し売却する意志を示していた。しかしアルバータ州の外では、ペトロ・カナダはカナダのナショナリズムの象徴として人気を博していった。連邦政府とペトロ・カナダは全国的な（特に地元カルガリーでも）人気を強化するため、成功裏に終わった1988年カルガリーオリンピックの招致活動をスポンサーとして支援した。西部石油開発と東部大西洋のオイルサンド開発での主流企業として成長していった。

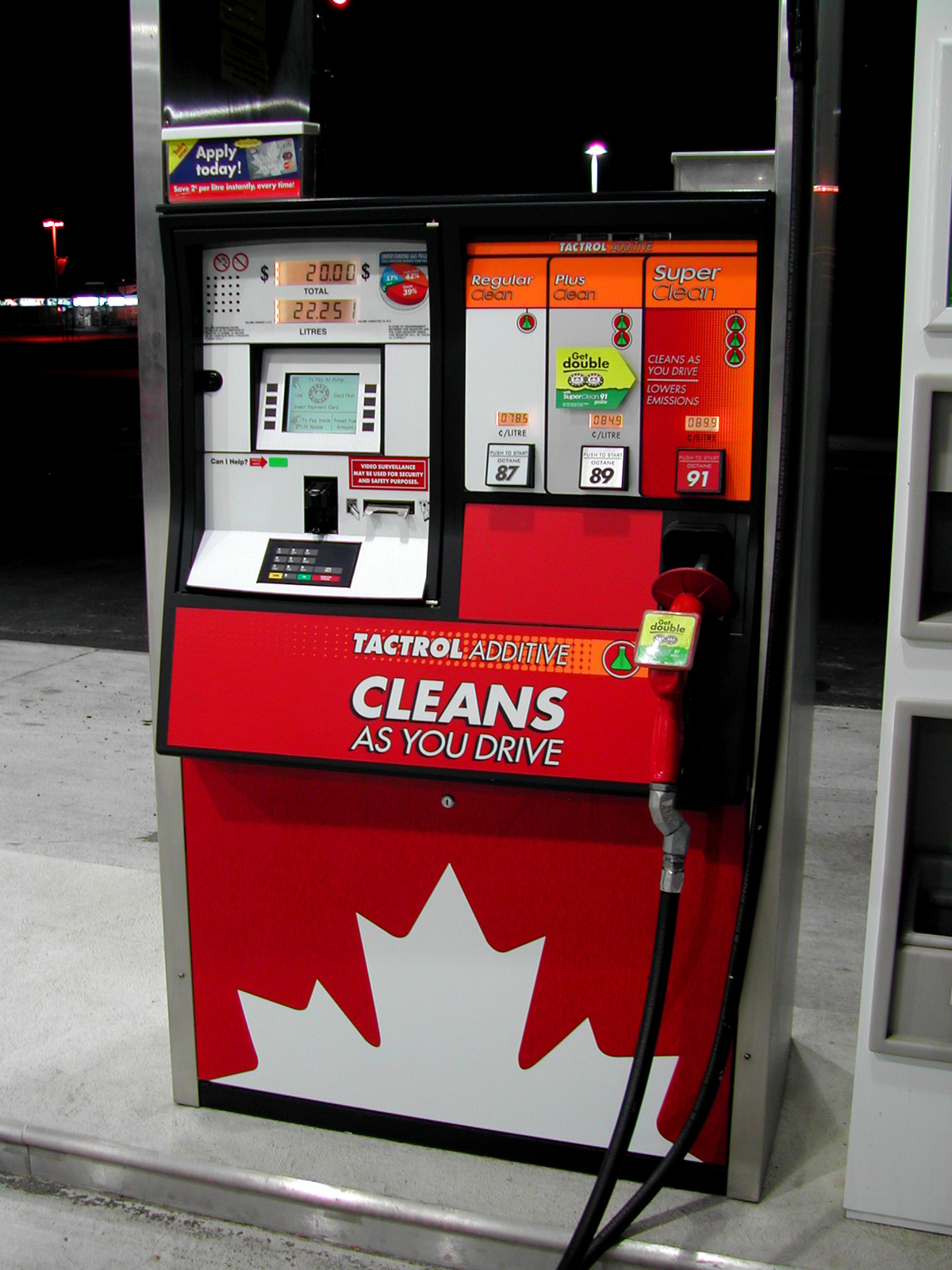
ペトロ・カナダのガソリンスタンド給油機

ほとんどのペトロ・カナダのガソリンスタンドは元のBPカナダのスタンドを引き継いだ。その後さらにガルフとフィナ（Fina）のスタンドも買収した。
1984年から政権を握った親米である進歩保守党のマルルーニー政権（1984年-1993年）では、政策会社としてではなくペトロ・カナダを民間企業との健全な競合関係へと促した。
1990年に政府はペトロ・カナダを民営化する計画を発表、1991年より株式を公開した。2004年に政府は所有している全株式（19%）を売却。
2010年開催のバンクーバーオリンピックのローカルスポンサー（ナショナル・スポンサー）となった。
2009年3月にカナダのエネルギー企業サンコー・エナジー（Suncor Energy Inc.）との合併計画を発表し、2009年5月両社株主の了承を得、8月に合併実施した。
日本国内でペトロ・カナダのブランドを見かける事は多くはないが、輸入された潤滑油が流通している。
潤滑油に関して言えばペトロ・カナダは2010年代後半までアメリカを含む北米地域のプラントにおいて商業ベースでグループ3基油を継続的に製造する唯一のメーカーであった。
なおペトロ・カナダの潤滑油を製造するPetro-Canada Lubricants (PCLI)は2017年にアメリカの石油会社en:HollyFrontierがサンコーより買収しており、資本的にはアメリカのブランドとなっている。